# موتور خرم هوتي
موتور خرم هوتي (بالإنجليزية: Mowtowr-e Khorram Huti)‏ هي منطقة سكنية تقع في سيستان وبلوتشستان في إيران.